# جک ویتهام
جک ویتهام (انگلیسی: Jack Whitham؛ زادهٔ ۸ دسامبر ۱۹۴۶) بازیکن فوتبال، حرفه‌ای سابق اهل انگلستان است.
از باشگاه‌هایی که در آن بازی کرده‌است می‌توان به باشگاه فوتبال کاردیف سیتی، باشگاه فوتبال وورکساپ تاون، باشگاه فوتبال شفیلد ونزدی، باشگاه فوتبال لیورپول، و باشگاه فوتبال ردینگ اشاره کرد.
وی در ۱۱۱ مسابقه لیگ فوتبال بین ۱۹۶۷ تا ۱۹۷۶ در پست فوروارد وسط بازی کرده و ۴۰ گل نیز به‌ثمر رسانده‌است.
وی همچنین در تیم ملی فوتبال زیر ۲۱ سال انگلستان بازی کرده‌است.